# Parmaturus macmillani
Parmaturus macmillani és una espècie de peix de la família dels esciliorrínids i de l'ordre dels carcariniformes.

## Morfologia
- Els mascles poden assolir 45 cm de longitud total.[5][6]

## Hàbitat
És un peix marí que viu entre 670-1.500 m de fondària.

## Distribució geogràfica
Es troba a Madagascar i Nova Zelanda.